# Глендейл (округ Монро, Вісконсин)
Глендейл (англ. Glendale) — місто (англ. town) в США, в окрузі Монро штату Вісконсин. Населення — 663 особи (2020).

## Демографія
Згідно з переписом 2010 року, у місті мешкало 667 осіб у 250 домогосподарствах у складі 200 родин. Було 287 помешкань
Расовий склад населення:
| - 97,8 % — білих - 0,1 % — вихідців з тихоокеанських островів - 0,1 % — азіатів |

До двох чи більше рас належало 1,9 %. Частка іспаномовних становила 0,0 % від усіх жителів.
За віковим діапазоном населення розподілялося таким чином: 23,8 % — особи молодші 18 років, 58,4 % — особи у віці 18—64 років, 17,8 % — особи у віці 65 років та старші. Медіана віку мешканця становила 45,2 року. На 100 осіб жіночої статі у місті припадало 108,4 чоловіків;  на 100 жінок у віці від 18 років та старших — 112,6 чоловіків також старших 18 років.
Середній дохід на одне домашнє господарство  становив 66 024 долари США (медіана — 56 000), а середній дохід на одну сім'ю — 68 577 доларів (медіана — 58 229). Медіана доходів становила 40 000 доларів для чоловіків та 40 446 доларів для жінок. За межею бідності перебувало 10,5 % осіб, у тому числі 12,1 % дітей у віці до 18 років та 10,2 % осіб у віці 65 років та старших.
Цивільне працевлаштоване населення становило 279 осіб. Основні галузі зайнятості: виробництво — 19,7 %, освіта, охорона здоров'я та соціальна допомога — 17,9 %, роздрібна торгівля — 11,8 %, транспорт — 10,0 %.